# Reino Unido en los Juegos Olímpicos de Roma 1960
El Reino Unido estuvo representado en los Juegos Olímpicos de Roma 1960 por un total de 253 deportistas que compitieron en 17 deportes.  
El portador de la bandera en la ceremonia de apertura fue el boxeador Richard McTaggart.

## Medallistas
El equipo olímpico británico obtuvo las siguientes medallas:
| Nombre                                                                                 | Deporte      | Competición           |
| -------------------------------------------------------------------------------------- | ------------ | --------------------- |
| Oro                                                                                    |              |                       |
| Don Thompson                                                                           | Atletismo    | 50 km marcha M        |
| Anita Lonsbrough                                                                       | Natación     | 200 m braza F         |
| Plata                                                                                  |              |                       |
| Dorothy Hyman                                                                          | Atletismo    | 100 m F               |
| Carole Quinton                                                                         | Atletismo    | 80 m vallas F         |
| Dorothy Shirley                                                                        | Atletismo    | Salto de altura F     |
| Allan Jay                                                                              | Esgrima      | Espada ind. M         |
| Allan Jay Michael Howard John Pelling Henry Hoskyns Raymond Harrison Michael Alexander | Esgrima      | Espada por eqs. M     |
| Natalie Steward                                                                        | Natación     | 100 m espalda F       |
| Bronce                                                                                 |              |                       |
| Peter Radford                                                                          | Atletismo    | 100 m M               |
| Peter Radford David Jones David Segal Nick Whitehead                                   | Atletismo    | 4 × 100 m M           |
| Stan Vickers                                                                           | Atletismo    | 20 km marcha M        |
| Dorothy Hyman                                                                          | Atletismo    | 200 m F               |
| Richard McTaggart                                                                      | Boxeo        | Ligero (60 kg) M      |
| Jimmy Lloyd                                                                            | Boxeo        | Wélter (67 kg) M      |
| William Fisher                                                                         | Boxeo        | Superwélter (71 kg) M |
| Louis Martin                                                                           | Halterofilia | 90 kg M               |
| David Broome (Sunsalve)                                                                | Hípica       | Saltos ind.           |
| Natalie Steward                                                                        | Natación     | 100 m libre F         |
| Brian Phelps                                                                           | Saltos       | Plataforma 10 m M     |
| Elizabeth Ferris                                                                       | Saltos       | Trampolín 3 m F       |